# Willem Jozef Andreas Jonckbloet
Willem Jozef Andreas Jonckbloet (Hága, 1817. július 6. – Wiesbaden, 1885. október 19.) holland irodalomtörténet-író.

## Életpályája
Eleinte orvostant, majd jogot tanult, később a holland nyelvvel és irodalommal kezdett foglalkozni. 1847-ben a deventeri Athenaeum tanára és 1854-ben a gröningeni egyetemen a holland nyelv és irodalom tanára lett, de erről az állásról lemondott, amikor 1864-ben képviselővé választották. 1877-ben a leideni egyetemre nevezték ki a németalföldi irodalom tanárává. Számos középkori költeményt adott ki.

## Nevezetesebb művei
- Geschiedenis der middennederlandsche Dichtkunst (3 köt., Amsterdam, 1851–54)
- Études sur le roman de Renart (Gröningen, 1883)
- Geschiedenis der Niederlandsche letterkunde